# Principauté d'Erfurt
 (signalé en juin 2025).
Si vous disposez d'ouvrages ou d'articles de référence ou si vous connaissez des sites web de qualité traitant du thème abordé ici, merci de compléter l'article en donnant les références utiles à sa vérifiabilité et en les liant à la section « Notes et références ».
- Archive Wikiwix
- Bing
- Cairn
- DuckDuckGo
- E. Universalis
- Gallica
- Google
- G. Books
- G. News
- G. Scholar
- Persée
- Qwant
- (zh) Baidu
- (ru) Yandex
- (wd) trouver des œuvres sur Wikidata

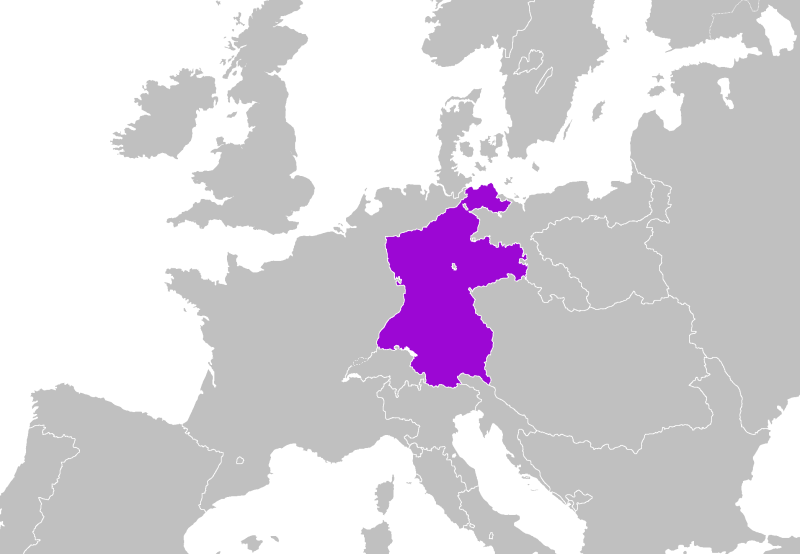
La principauté d'Erfurt, une exclave française dans le centre de la confédération du Rhin

La principauté d'Erfurt (Fürstentum Erfurt) a existé de 1807 à 1814 et incluait Erfurt et les terres environnantes, y compris le comté  de Blankenhain. Elle était directement subordonnée à l'Empereur des Français. 
La principauté d'Erfurt est devenue subordonnée à Napoléon Bonaparte comme domaine réservé à l'Empereur, ainsi que les Grafschaft Blankenhain, après la défaite de Prusse à la bataille d'Iéna, tandis que l'état de Thuringe rejoint la confédération du Rhin.